# 小杉研太
小杉 研太（こすぎ けんた、1984年4月26日 - ）は、日本のプロレスラー。

## 経歴
- 2004年3月7日、東海プロレス名古屋市総合体育館第3競技場大会の対新山勝利戦でデビュー。
- 2006年6月、DEPに移籍。
- 2025年3月、DEPを退団

## 得意技
パーフェクトコンバッション（旧：90%）
吾作落としと同型。
ファルコンアロー

## タイトル歴
- DEPタッグ王座
- ちがさきプロレス認定ツインウェーブタッグ王座
- ヤナガセKINGトーナメント優勝
- 西湘プロレス無差別級王座
- チームでら認定ドラツェーガー王座
- 水曜カレープロレス認定王座